# Томас Ман (награда - Любек)
Международната литературна награда „Томас Ман“ (на немски: Thomas-Mann-Preis) на град Любек и на Баварската академия за изящни изкуства е учредена през 1975 г. по случай 100-годишнината от рождението на Томас Ман. Наградата получават личности, „които с литературното си дело са се отличили в духа на хуманизма, изпълващ творчеството на Томас Ман“.
Наградата се присъжда на всеки три години и е в размер на 10 000 €.
През 2008 г. Баварската академия за изящни изкуства решава да преименува Голямата си литературна награда в награда „Томас Ман“. Под новото име отличието се присъжда от 2010 г., редувайки се в Любек и Мюнхен. Дава се „за цялостното творчество на писател или за изключителни заслуги в областта на литературното посредничество“.
От 2010 г. наградата се присъжда ежегодно и възлиза на 25 000 €.

## Носители на наградата (подбор)
- Уве Йонзон (1978)
- Йоахим Фест (1981)
- Зигфрид Ленц (1984)
- Марсел Райх-Раницки (1987)
- Гюнтер де Бройн (1990)
- Гюнтер Грас (1996)
- Ханс-Йозеф Ортхайл (2002)
- Валтер Кемповски (2005)
- Даниел Келман (2008)
- Криста Волф (2010)
- Томас Хюрлиман (2012)
- Юли Це (2013)
- Рюдигер Сафрански (2014)
- Джени Ерпенбек (2016)
- Бригите Кронауер (2017)
- Мирча Картареску (2018)
- Клаудио Магрис (2019)
- Нора Босонг (2020)
- Норберт Гщрайн (2021)
- Джонатан Франзен (2022)
- Ралф Ротман (2023)
- Навид Кермани (2024)
- Катя Ланге-Мюлер (2025)